# 보거스는 내 친구
《보거스는 내 친구》(원제: Mr. Bogus)는 1993년에 제작된 피터 키페 제작 톰 버튼 감독의 단편 텔레비전 시리즈 애니메이션이다. 각각 30분에 총 6편의 작품으로 이루어져 있다. 한 에피소드에 두 개의 부분으로 나뉘며 하나는 전통적인 셀 방식의 애니메이션이고 나머지 하나는 스톱 모션을 사용하였다. 클레이 애니메이션 버전과 경우 36개와 에피소드가 있으나 그 가운데 96개만 지역화되었으며 셀 애니메이션 버전과 96개 에피소드에 사용되었다. Planète Jeunesse - Bogus 등장 인물들은 부엌 위에서 일상적인 가전 물건들을 가지고 다양한 모험을 즐기며 나아간다.

주인공 보거스는 토미 애니바디(Tomy Anybody)의 집 벽 속에 사는 노란 그렘린과 같은 생물로, 문제들을 만들어내거나 우발적으로 이러한 문제들을 해결하기도 한다. 이따금씩 보거스는 자신만의 세계인 보거스 나라(Bogusland)로 여행을 떠난다. 이때 거울이 보거스 나라로 가는 관문이다.
보거스는 네덜란드의 클레이 애니메이션 비네트 캐릭터 시리즈에 기반을 두고 있다. 대한민국 MBC 문화방송, 세영애니텔/세영동화, 그리고 미국 딕크 엔터테인먼트가 제작에 참여하였다. 미국에서는 ABC에서 방영되었고 대한민국에서는 1993년에 MBC에서 매주 1993년 10월 7일부터 매주 목요일 방영하다가 목요일과 금요일에 방영되었다.

## 특징
보거스의 몸은 찰흙과 그 구조가 비슷하여 몸뚱이를 자유자재로 늘렸다 줄였다 하는 것이 가능하다. 또한 보거스는 거울에 몸을 대면 거울속으로 빨려들어가는데 거울속에 있는 세상에서 놀다가 다시 나온다.

## 목소리 출연

### 영어판
- 캠 클라크
- 짐 커밍스
- 트레스 맥네일

### 한국어 더빙
- 보거스 - 이인성
- 브라투스 - 이선호
- 토미 / 불량소년 / 나레이션 - 이선주
- 생쥐 대장 - 손원일
- 두더지 - 이병식 (현:이우신)
- 토미의 아빠 - 신성호
- 체육 선생 - 손원일
- 비건다 이모 - 홍승옥